# Test Drive Le Mans
Test Drive Le Mans (Le Mans 24 Hours na Europa e no Japão) é um jogo de corrida desenvolvido pela Eutechnyx e publicado pela Infogrames e pela Sega no Japão.
Foi lançado para PlayStation, Game Boy Color, Dreamcast, PlayStation 2 e Microsoft Windows em 1999, é baseado nas 24 Horas de Le Mans, o jogo também inclui outros circuitos como Bugatti Circuit, Brno Circuit, Road Atlanta, Circuito de Suzuka, Donington Park e Circuito de Barcelona-Catalunha.